# Capitão-mor da viagem do Japão
O Capitão-Mor da Viagem do Japão era um cargo exercido por nomeação do Vice-Rei da Índia Portuguesa, em troca de serviços prestados. O nomeado ficava encarregue de liderar a chamada "viagem do Japão", realizada anualmente pela chamada nau do trato. Esta realizava-se na próspera rota comercial portuguesa que ligava Goa a Nagasaki de 1550 a 1639, inicialmente via Malaca e, desde 1557, via Macau.
O Capitão-Mor da Viagem do Japão estava encarregue de combater a pirataria na rota entre a China e o Japão e proteger aqueles que faziam esta viagem. Para além disso, desde a fundação de Macau em 1557 até 1623 o Capitão-mor exercia também o cargo de Governador interino da Cidade, enquanto aí permanecesse. O direito a realizar a "viagem do Japão" foi por vezes doado pela Coroa entidades como a cidade de Macau, Cochim, Malaca. Mais tarde, era leiloado em Goa pelo lance mais elevado.